# Directo gira 2005 desde La Coruña
En Directo: Gira 2005 desde La Coruña es el título del primer álbum en directo de la cantante española Marta Sánchez.Fue lanzado el 11 de abril de 2005 bajo el sello discográfico de Universal Music.

## Grabación
El álbum fue grabado durante la gira 2005 de la cantante por España. La lista de canciones comprende sus grandes éxitos del álbum "Mujer", "Desconocida", "Soy yo", "Lo mejor de Marta Sánchez", su dueto con Andrea Bocelli "Vivo por ella", la aplaudida interpretación de la copla "Y sin embargo te quiero" y tres temas de su época en Olé Olé: "Con solo una mirada", "Lilí Marlen" y "Soldados del amor". Sin canciones del álbum "Mi mundo". El formato del disco es un CD/DVD.

## CD/DVD
| #  | Título                           | Composición | Duración |
| -- | -------------------------------- | --- | -------- |
| 1  | Desconocida                      | Steven M. Deutsch | 4:42     |
| 2  | Sigo intentando                  | Marta Sánchez | 4:19     |
| 3  | Vivo por ella                    | Letra en español: Luis Gómez Escolar/Music: V. Zelli - M. Mengali - G. Panceri | 5:19     |
| 4  | Soldados del amor —              | Andrés Levin/Nile Rogers | 6:11     |
| 5  | Con solo una mirada/Lilí Marlen  | CON SOLO UNA MIRADA: Montesano González/Gustavo N. Montesano González - LILÍ MARLEN:Leip Hans / Adaptación: Manuel de La Caiva Diego/Ramón Arcusa Alcóny G. Ledem/Luis Gómez Escolar Roldán | 6:39     |
| 6  | Quiero más de ti                 | Carlos Toro/Alfons Weindorf/Bernd Meinunger | 3:54     |
| 7  | Profundo valor                   | Elisa Bertolini/Adaptación: Marta Sánchez | 5:09     |
| 8  | Sepárate                         | Carlos Jean/Marta Sánchez/Eva Manzano | 3:43     |
| 9  | No te quiero más                 | Marivana Viscuso | 5:49     |
| 10 | Tal vez                          | Carlos Toro/Chris Copperfield/Christian de Walden/Ralf Stemmann/Mike Shepstone | 3:59     |
| 11 | Y sin embargo...te quiero        | Quintero, León y Quiroga | 5:12     |
| 12 | Los mejores años de nuestra vida | Maurizio Fabrizio/Guido Morra | 4:36     |
| 13 | Soy yo                           | Mark Taylor/Paul Barry/Adaptación: Marta Sánchez | 3:51     |
| 14 | Desesperada                      | Steve Singer/Austin Roberts/Aadaptsción: Carlos Toro | 3:57     |
| 15 | De mujer a mujer                 | Carlos Toro Montoro | 4:21     |
| 16 | Caradura                         | Carlos Jean/Marta Sánchez/Eva Manzano | 4:40     |

El DVD contiene además del concierto, fotos de la gira y el videoclip "Profundo valor".

## Listas

### Semanales
| País   | Ranking         | Primera semana | Posición de ingreso | Mejor posición | Semanas en la mejor posición | Semanas en el ranking | Última semana |
| ------ | --------------- | -------------- | ------------------- | -------------- | ---------------------------- | --------------------- | ------------- |
| Europa |                 |                |                     |                |                              |                       |               |
| España | Top 100 álbumes | 15/04/2007     | 82                  | 82             | 1                            | 2                     | 22/04/2007    |

## Personal
- Coro: Paco Arrojo
- Guitarra: Jorge d'Amico
- Dominando, grabación y mezcla: Santiago Fernández
- Adaptación: Carlos Toro Montoro
- Voz: Marta Sánchez
- Percusión y saxofón: Playa de Roberto
- Adaptación: Carlos Toro
- Dirección musical: Jorge Villaescusa